# Konrad Hallgren
Konrad Otto Kristian Hallgren (9 de abril de 1891, Landskrona, Suecia-Suecia, Estocolmo, 8 de agosto de 1962) fue un político y militar sueco, presidente del partido en la primera organización fascista de Suecia, Sveriges Fascistiska Kamporganisation (SFKO, "Organización de Lucha Fascista de Suecia").

## Datos biográficos
Anteriormente había trabajado como suboficial en el Ejército alemán, y al principio el SFKO era una organización fascista, pero cada vez más se volvió ideológicamente al nacionalsocialismo y cambió su nombre al Partido Popular Fascista de Suecia y luego al Sveriges Nationalsocialistiska Folkparti (SNFP, "Partido Popular Nacional Socialista de Suecia"). Otros miembros de SFKO/SNFP fueron el oficial del Ejército sueco Sven Hedengren y el líder sueco y cabo del ejército Sven Olov Lindholm (quien luego lideraría su propio partido nacionalsocialista que se convertiría en el mayor grupo nacionalista en Suecia durante la década de 1930/40).
Hallgren contó en 1931 sobre la existencia de Munckska kårens para la policía y también sobre las armas que la organización había reunido. Munckska Kåren era un grupo de extremistas de derecha y anticomunistas que temían una "toma de poder bolchevique" en Suecia y que tenía miembros de, entre otros, SFKO, y algunos oficiales del ejército sueco, y había estado escondiendo armas ilegalmente. Más tarde se convirtió en archivero trabajando en Estocolmo.